# アンドルソヴォ条約
アンドルソヴォ条約（ポーランド語: Rozejm w Andruszowie、ロシア語: Андрусовское перемирие、ウクライナ語: Андрусівський мир）は、1667年1月30日に、リトアニアのスモレンスク県アンドルソヴォ村において、ポーランド・リトアニア共和国とロシア・ツァーリ国の間に結ばれ、ロシア・ポーランド戦争(1654年‐1667年)を終結させた臨時平和条約である。

## 概要
条約によれば、ポーランド・リトアニアとロシアの間に争いのタネであったウクライナのコサック国家は、ドニプロ川を軸に分割され、ロシアはキエフと左岸ウクライナを獲得した。
交渉におけるコサック国家の使節団の参加は両国によって拒否された。
条約は、東欧での勢力バランスを変え、ロシアの強化、ポーランド・リトアニアの衰退をもたらした。

## 内容
条約の条件は以下ほどのものであった。
- ロシア・ポーランド戦争は停止する。
- 条約の有効期間は13年半。両国は、その期間内に永遠平和条約を結ぶために準備する。
- ポーランド・リトアニアはロシアが占領した右岸ウクライナ、東ベラルーシを取り戻す。
- ポーランド・リトアニアはロシアに左岸ウクライナとスモレンスク地方を譲る。ウクライナのコサック国家は分割される。
- ロシアは、左岸ウクライナ獲得の代わりに、ポーランド・リトアニアに対して20万ルブル（100万ズローティ）を支払う。
- コサックの根拠地であるザポロージャのシーチは両国の支配下に置かれる。
- 右岸ウクライナにあるキエフは2年間でロシアの手に渡る。
- 両国はオスマン帝国に対し共同防衛を行う。
- 両国は自由貿易を承認する。